# Постоянная Коупленда — Эрдёша
Постоянная Коупленда — Эрдёша — вещественное число, строящееся как конкатенация «0,» («ноль целых…») со сцепленной последовательностью возрастающих простых чисел в десятичной записи:
0,235711131719232931374143…
Постоянная иррациональна; данный факт можно доказать с помощью теоремы Дирихле о простых числах в арифметической прогрессии или постулата Бертрана или теоремой Рамаре (гласящей, что любое чётное целое число является суммой не более шести простых чисел). Данный факт также следует из того, что данная постоянная — нормальное число; нормальность постоянной в десятичной записи доказана в 1949 году Артуром Коуплендом (англ. Arthur Herbert Copeland) и Палом Эрдёшом.
Любая постоянная, образованная конкатенацией «0,» со всеми простыми числами в арифметической прогрессии {\displaystyle dn+a}, где {\displaystyle a} — взаимно простое число с числом {\displaystyle d} и числом 10, будет иррациональной. К примеру, таковы простые числа принимающие форму {\displaystyle 4n+1} или {\displaystyle 8n+1}. Согласно теореме Дирихле, арифметическая прогрессия {\displaystyle dn\cdot 10^{m}+a} содержит простые числа для любого числа {\displaystyle m}, и эти простые числа также находятся в {\displaystyle cd+a}, следовательно среди этих конкатенацированных простых чисел будет содержаться любое желаемое количество нулей, следующих друг за другом.
Постоянная Коупленда — Эрдёша может быть выражена как:
{\displaystyle \displaystyle \sum _{n=1}^{\infty }p_{n}10^{-\left(n+\sum _{k=1}^{n}\lfloor \log _{10}{p_{k}}\rfloor \right)}},
где {\displaystyle p_{n}} — это {\displaystyle n}-е простое число.
Непрерывная дробь числа — [0; 4, 4, 8, 16, 18, 5, 1, …].

## Похожие постоянные
Для любой позиционной системы счисления с основанием {\displaystyle b} число:
{\displaystyle \displaystyle \sum _{n=1}^{\infty }b^{-p_{n}}},
которое может быть записано в этой системе счисления как 0,0110101000101000101…, где {\displaystyle n}-я цифра — это 1, если {\displaystyle n} — простое число, является иррациональным.
Постоянная Чемпернауна — конкатенация всех положительных целых чисел, а не только простых чисел.